# Scarabée (comics)
Pour les articles homonymes, voir Scarabée (homonymie).
Le Scarabée (« Beetle » en VO) est le nom de plusieurs personnages de fiction évoluant dans l'univers Marvel de la maison d'édition Marvel Comics. 
Le premier Scarabée, Abner Jenkins (en), est créé par le scénariste Stan Lee et le dessinateur Carl Burgos, apparaissant pour la première fois dans le comic book Strange Tales #123 en août 1964.

## Abner Jenkins
La première version de l’armure du Scarabée apparaît dans les aventures de la Torche humaine (Johnny Storm) des Quatre Fantastiques dans le comic book Strange Tales #123. Elle est conçue et portée par Abner Jenkins (en), un grand ingénieur en aéronautique. Jenkins est vaincu dès son premier affrontement par la Chose et la Torche.
L'armure est encore utilisée pendant quelques années avant que le super-vilain n'en crée une nouvelle, qui reste inchangée jusqu'en 1997 et avec laquelle il combat régulièrement le héros Spider-Man.
Lorsque l'équipe des Thunderbolts est constituée sous l’égide du Baron Zemo, le groupe se compose de super-vilains masquant leur identité précédente et prétendant être maintenant des héros, parmi lesquels figure l’ex-Scarabée sous l’identité de Mach-1,.

## Leila Davis
En février 2000, une nouvelle version de l’armure ressemblant à un char d’assaut fait son apparition dans Thunderbolts #35.
Après Abner Jenkins, Leila Davis, la veuve du super-vilain Ringer qui avait commencé une carrière criminelle en tant que Hardshell, reprend l’armure et le nom du Scarabée. Elle est tuée lorsque Graviton écrase l’armure alors qu’elle se trouvait dedans.

## Les trois Scarabées (Beetles)
Joaquim Robichaux, Elizabeth Vaughn et Gary Quinn, étudiants de l'Université Rutgers du New Jersey, cambriolent un entrepôt dans lequel ils trouvent du matériel appartenant à la Commission sur les Activités Surhumaines (CSA) dont font partie les armures MK-1, MK-2 et MK-3 utilisées par Abe Jenkins. Les trois étudiants utilisent alors les armures pour commettre de nombreux crimes.
Après la mise en place de la Loi de recensement des Surhumains (SRA), les Thunderbolts sont chargés d'appréhender les Scarabées. Ces derniers sont emmenés au Folding Castle où ils subissent un lavage de cerveau afin de les enrôler dans l'opération gouvernementale Justice Like Lightning jusqu'à sa dissolution.

## Janice Lincoln
Janice Lincoln est la fille du mafieux Tombstone. Elle se voit offrir l'identité du Scarabée par le Baron Zemo et le Fixer en échange de son aide dans leur plan pour détruire le nouveau Captain America.
Elle combat Bucky et la Veuve noire, mais elle est vaincue et emprisonnée au Raft. Après sa libération, elle rejoint les Sinistres Six et se bat contre Superior Spider-Man. Lorsque Boomerang est envoyé en prison, Janice est choisie comme leader de l'équipe.
Quand le Caïd met à prix la tête de Boomerang, Janice rencontre Randy Robertson. Tous deux tombent amoureux l'un de l'autre et entament une relation,.
Après avoir survécu à la chasse de Kraven, Janice fonde une entreprise criminelle nommée le Syndicat, composé de super-vilaines, notamment Scorpia, Lady Octopus, White Rabbit, Trapstr et Electro (Francine Frye). Plus tard Janice et Randy emménagent ensemble.

## Scarabée du Super-Bouffon (Roderick Kingsley)
Son identité est inconnue. Il ou elle a acquis son armure auprès d'Elizabeth Vaughn et a rejoint le Super-Bouffon.